# Buriticá
Buriticá este un municipiu din departamentul Antioquia, Columbia.